# Claudio Williman
Claudio Williman González (Montevideo, 10 de octubre de 1861 - Montevideo, 9 de febrero de 1934) fue un docente, catedrático, físico, matemático, abogado y político uruguayo, perteneciente al Partido Colorado. Ejerció la presidencia de la República Oriental del Uruguay de 1907 a 1911, y el rectorado de la Universidad de la República en dos ocasiones, de 1902 a 1904 y de 1912 a 1916. 
Catedrático y académico de larga trayectoria, comenzó su actividad docente a temprana edad, con preferencia en física y matemáticas. En 1885 comenzó a presidir la cátedra de Física en la Facultad de Estudios Preparatorios de la Universidad de Montevideo (Universidad de la República). Simultáneamente a esta etapa empezó sus estudios en el área del Derecho, pero interrumpió brevemente su actividad para participar en la Revolución del Quebracho en contra del gobierno de Máximo Santos.  
Continuó los años siguientes con su labor de catedrático de Física, donde recibió la llegada de innovadores inventos como el fonógrafo de Thomas Edison, los recientemente descubiertos rayos X, y la telegrafía sin hilos. Asimismo, se desempeñó en otras instituciones como: decano de la Facultad de Enseñanza Secundaria y Preparatoria, profesor en el Colegio Militar (actualmente Escuela Militar, donde se desempeñaría por más de cuatro décadas), entre otros. En 1902 fue electo para presidir por primera vez el rectorado de la Universidad de la República, hasta 1904. 
En 1892 se incorporó al Partido Colorado, influenciado por la figura de José Batlle y Ordóñez. En 1899 fue elegido edil de Montevideo, y en 1904 se alistó en el ejército gubernamental para participar en la guerra civil. Ese mismo año el presidente Batlle lo nombró como titular del Ministerio de Gobierno y en 1906 fue proclamado como el candidato colorado a la presidencia. Asumió la presidencia de la República el 1 de marzo de 1907, ocupándola hasta el 1 de marzo de 1911. Sucedió y precedió las presidencias de José Batlle y Ordóñez. Posteriormente, fue nuevamente rector de la Universidad de la República, entre 1912 y 1916, y presidente del Banco de la República entre 1916 y 1928. Tras esto se retiró de la actividad pública y falleció el 9 de febrero de 1934. 

## Biografía

### Primeros años
Claudio Williman nació el 10 de octubre de 1861, en Montevideo. Sus padres fueron José Williman y Antonia González, ambos gallegos. El origen sajón de su apellido se debe a que su abuelo y bisabuelo paternos eran de Saboya pero descendientes de alsacianos. Originariamente el apellido era "Willimann", simplificándose posteriormente.
Su padre era comerciante, y había vivido cinco años en España, regresando en el año del nacimiento de Williman, restableciendo su actividad.

### Actividad catedrática inicial
Graduado como Bachiller en 1879, a los 18 años era evidente su preferencia por las ciencias, sobre todo la física y las matemáticas. A partir de 1880 comienza su carrera docente dictando clases sobre estas dos ciencias en la Sociedad Universitaria, en donde también se desempeña como secretario de la comisión directiva y como catedrático de física en 1884. Asimismo, también es catedrático de matemáticas en 1882 en el Ateneo de Montevideo. Ambas instituciones de índole privada.
En 1885 ganó por concurso la cátedra de física en la Facultad de Estudios Preparatorios de la Universidad de Montevideo, en tiempos donde la casa de estudios vivía cambios impulsados por el rector Alfredo Vázquez Acevedo.
Durante esa etapa comenzó sus estudios en Derecho, siendo además sus simpatías políticas muy claras por el Partido Constitucional. En marzo de 1886 interrumpe su carrera para participar en la Revolución del Quebracho en contra del gobierno de Máximo Santos, con el cargo de subteniente. Por dicha contienda fue hecho prisionero, lo que le vale la destitución de su cargo docente, al que será reintegrado ese mismo año.
En 1887 se vuelve profesor fundador en forma honoraria de la Facultad de Matemáticas, siendo dos años después nombrado como catedrático del Aula de Física Superior hasta 1907. Asimismo, también en 1887 inició sus clases de Física e Historia Natural en el Colegio Militar, llamado luego Academia Militar y actualmente Escuela Militar, donde se desempeñaría por más de cuatro décadas. Un año después, en 1888, se gradúa de abogado.Además, en 1891, a propuesta del rector Vázquez Acevedo, fue designado como Decano de la Facultad de Enseñanza Secundaria y Preparatoria, cargo que ocupó hasta 1902.Su influencia principal en este último cargo fue en el desenvolvimiento de esta institución. Al abandonar su decanato, los laboratorios de Física, Química y Ciencias Naturales se habían ampliado y equipado con modernos aparatos, la Biblioteca contaba con casi 8.000 volúmenes, y se publicaba la revista Las Primeras Ideas.
Como cabeza de la cátedra de Física (en ese momento parte de la Facultad de Medicina) recibe la llegada de innovadores inventos de la época: como el uso del fonógrafo de Edison en 1890, que había sido adquirido para el gabinete de la cátedra y pudiendo realizar lo que serían las primeras grabaciones sonoras en Uruguay; los primeros experimentos con rayos X en 1896 (como la primera radiografía del Río de la Plata), descubiertos por Röntgen tan solo el año anterior y que le provocó a Williman una dermatitis poco profunda en sus manos; y los primeros ensayos de telegrafía sin hilos en 1899 con un pequeño aparato Marconi.
En 1895 se casó con Carmen Martínez Santos, sobrina del expresidente Máximo Santos, con la que tuvo cuatro hijos. Vivían en una gran quinta en Pocitos, en las actuales calles Avenida Brasil y Ellauri.

### Primer rectorado de la Universidad de la República
En 1902, a los 40 años de edad, pasa a ocupar interinamente el rectorado de la Universidad de la República ante la renuncia del Dr. Pablo De María. En junio de ese mismo año es elegido por primera vez como Rector titular, permaneciendo en dicho cargo hasta 1904, momento en el que pasó a desempeñar el Ministerio de Gobierno. Durante este primer rectorado impulsó la iniciación de los estudios de veterinaria, en ese momento anexo a la Facultad de Medicina; presentó junto a Carlos María de Pena el proyecto de creación de la Facultad de Comercio, con base en los cursos de contabilidad que se dictaban en la Universidad y aprobado por el Poder Ejecutivo; y la construcción de los edificios de la Facultad de Derecho y el de la sección de Enseñanza Secundaria y Preparatoria, hoy sede del Instituto Alfredo Vázquez Acevedo (IAVA).

### Actividad política

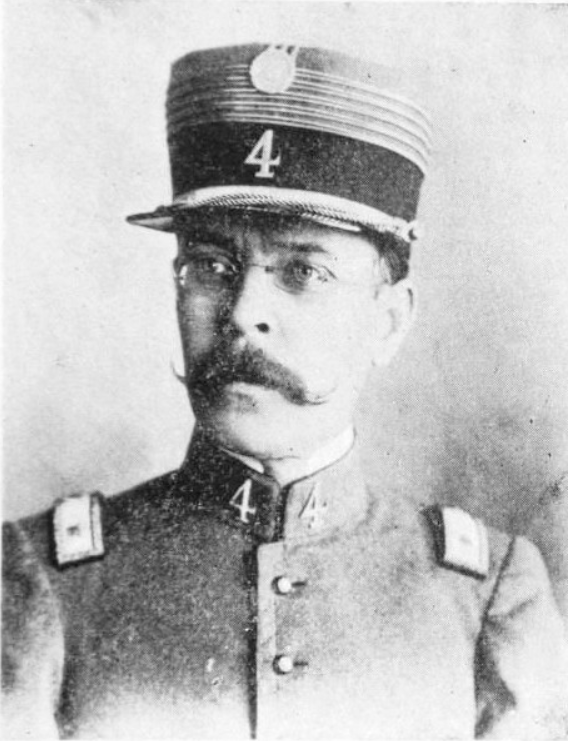
Claudio Williman como Jefe del Batallón 4.º de Guardias Nacionales en la guerra de 1904.

En la última década del siglo XIX su actividad partidaria y política fue intensa. Se incorpora al Partido Colorado en 1892, siendo muy importante en él la influencia de José Batlle y Ordóñez. Escribe en el diario El Día durante un breve período de tiempo y en 1894 fue electo presidente suplente en el Club Colorado "Rivera". Tres años más tarde integra la Comisión Directiva del Partido Colorado.
Miembro de la Junta Electoral en 1898, al año siguiente es electo como edil de la Junta Económico-Administrativa de Montevideo, ocupando la vicepresidencia del cuerpo y la presidencia de la comisión de instrucción pública, hasta fines de 1901.
En 1903 es nombrado como miembro del Consejo Penitenciario. La guerra civil de 1904 hace que retome su actividad militar alistándose en el ejército del gobierno y ejerciendo como el Jefe del Batallón 4.º de Guardias Nacionales (Infantería). Ese mismo año, con la renuncia de Juan Campisteguy a la titularidad del Ministerio de Gobierno, Williman es nombrado como titular para este cargo por el presidente Batlle, permaneciendo en él hasta 1907.
En 1905 Williman comienza a ser nombrado en finales del Partido Colorado como posible candidato a presidente, recibiendo en octubre de ese año el apoyo del presidente Batlle. En 1906 es proclamado por el Partido Colorado oficialmente como candidato a la presidencia.

## Presidencia de la República (1907-1911)

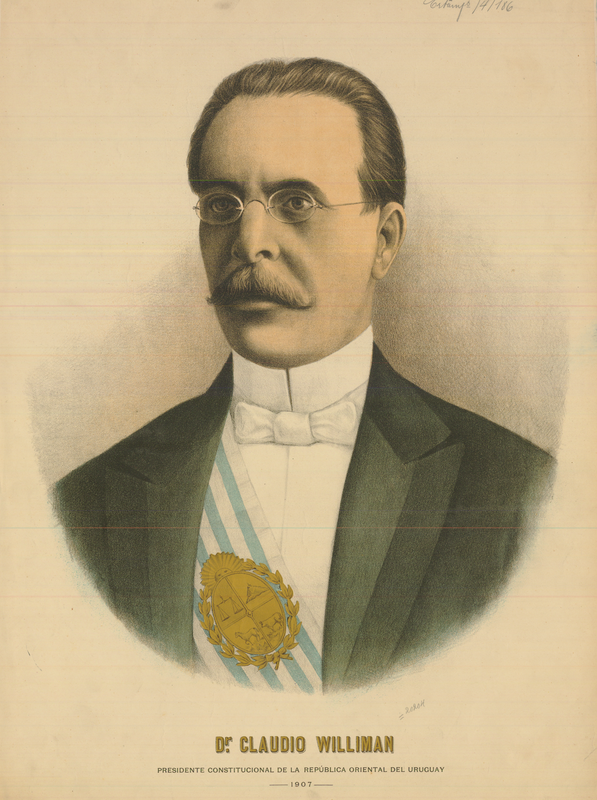

El 1 de marzo de 1907 Claudio Williman fue electo por la mayoría de la Asamblea General como presidente de la República para el período 1907-1911.De los 21 legisladores blancos, solo asistieron 9 que votaron a Guillermo García, mientras que Williman recibió 70 votos.Sucedió a José Batlle y Ordóñez, quien poco después de asumir Williman marcharía a Europa junto a su familia para no incidir en la tarea del gobernante. Posteriormente, sería también Batlle quien lo sucedería en el cargo, tras regresar de su viaje. El gobierno de Williman siguió generalmente la misma línea del reformismo de Batlle, y se caracterizó por ser una etapa de prosperidad y buena administración que permitió obtener los primeros superávits presupuestales.
En su discurso inaugural, pronunciado en la sede de la Asamblea General en aquel momento (el Cabildo de Montevideo), Williman elogió al gobierno saliente por su "preocupación noble y justa del mejoramiento de los humildes; por la inspirada previsión en las obras públicas y en las iniciativas relacionadas con la enseñanza y con el desenvolvimiento de las fuerzas productoras"; pidió medidas como "incorporar organismos nuevos y necesarios como la oficina ó instituto del trabajo, destinado á estudiar todo lo que se relaciones con la marcha de las industrias y las aspiraciones ó agitaciones de los obreros" y demostró preocupación por "el problema de poblar la Campaña, que continúa casi desierta en medio de la mayor prosperidad, que no es la existencia de unas cuantas grandes fortunas lo que constituye la riqueza de un país".
Un fragmento de su discurso es el siguiente:

"Las circunstancias en que se me confiere el poder son, sin duda, excepcionalmente favorables, cuando la prosperidad se desenvuelve en un ambiente de paz y confianza, y todos los elementos parecen concurrir á la obra del bienestar general. No puede desconocerse, sin embargo, que queda por realizar una tarea grande y difícil, aún sin contar con las transiciones y variantes que el tiempo y las circunstancias imponen, si se quieren aprovechar las grandes energías orgánicas del país".

### Gabinete de gobierno
| Ministerios y ministros del gobierno de Claudio Williman | Ministerios y ministros del gobierno de Claudio Williman | Ministerios y ministros del gobierno de Claudio Williman |
| Ministerio                                               | Nombre                                                   | Período                                                  |
| -------------------------------------------------------- | -------------------------------------------------------- | -------------------------------------------------------- |
| Interior                                                 | Benjamín Fernández y Medina (Gobierno)                   | 1 de marzo de 1907 - 18 de marzo de 1907                 |
| Interior                                                 | Álvaro Guillot                                           | 18 de marzo de 1907 - 31 de julio de 1908                |
| Interior                                                 | Benjamín Fernández y Medina                              | 31 de julio de 1908 - 9 de enero de 1909                 |
| Interior                                                 | José Espalter                                            | 9 de enero de 1909 - 23 de diciembre de 1910             |
| Interior                                                 | Benjamín Fernández y Medina                              | 23 de diciembre de 1910- 1 de marzo de 1911              |
| Relaciones Exteriores                                    | Miguel A. Flangini                                       | 1 de marzo de 1907 - 18 de marzo de 1907                 |
| Relaciones Exteriores                                    | Jacobo Varela Acevedo                                    | 18 de marzo de 1907 - 14 de noviembre de 1907            |
| Relaciones Exteriores                                    | Miguel A. Flangini                                       | 14 de noviembre de 1907 - 7 de diciembre de 1907         |
| Relaciones Exteriores                                    | Antonio Bachini                                          | 7 de diciembre de 1907 - 16 de marzo de 1910             |
| Relaciones Exteriores                                    | Emilio Barbaroux                                         | 16 de marzo de 1910- 19 de septiembre de 1910            |
| Relaciones Exteriores                                    | Antonio Bachini                                          | 19 de septiembre de 1910- 28 de octubre de 1910          |
| Relaciones Exteriores                                    | Blas Vidal                                               | 28 de octubre de 1910 - 23 de diciembre de 1910          |
| Relaciones Exteriores                                    | Emilio Barbaroux                                         | 23 de diciembre de 1910- 1 de marzo de 1911              |
| Hacienda                                                 | Eugenio J. Madalena                                      | 1 de marzo de 1907 - 18 de marzo de 1907                 |
| Hacienda                                                 | Blas Vidal                                               | 18 de marzo de 1907 - 23 de diciembre de 1910            |
| Hacienda                                                 | Eugenio J. Madalena                                      | 23 de diciembre de 1910 - 1 de marzo de 1911             |
| Guerra y Marina                                          | Carlos M. Maeso                                          | 1 de marzo de 1907 - 18 de marzo de 1907                 |
| Guerra y Marina                                          | Eduardo Vázquez                                          | 18 de marzo de 1907- 27 de febrero de 1911               |
| Guerra y Marina                                          | Luis Fabregat                                            | 27 de febrero de 1911 - 1 de marzo de 1911               |
| Obras Públicas                                           | Juan Lamolle                                             | 18 de marzo de 1907 - 17 de enero de 1911                |
| Obras Públicas                                           | Pedro C. Rodríguez                                       | 17 de enero de 1911- 1 de marzo de 1911                  |
| Industria, Trabajo e Instrucción Pública                 | Alfonso Pacheco (Fomento)                                | 1 de marzo de 1907 - 18 de marzo de 1907                 |
| Industria, Trabajo e Instrucción Pública                 | Gabriel Terra                                            | 18 de marzo de 1907 - 9 de septiembre de 1907            |
| Industria, Trabajo e Instrucción Pública                 | Julián de la Hoz                                         | 9 de septiembre de 1907 - 7 de diciembre de 1907         |
| Industria, Trabajo e Instrucción Pública                 | Antonio Cabral                                           | 7 de diciembre de 1907 - 18 de octubre de 1908           |
| Industria, Trabajo e Instrucción Pública                 | Julián de la Hoz                                         | 31 de agosto de 1908- 9 de enero de 1909                 |
| Industria, Trabajo e Instrucción Pública                 | Alfredo Giribaldi                                        | 9 de enero de 1909 - 18 de noviembre de 1909             |
| Industria, Trabajo e Instrucción Pública                 | Julián de la Hoz                                         | 18 de noviembre de 1909- 1 de marzo de 1911              |

### Política doméstica

#### Creación de nuevos Ministerios y cambios de nomenclatura

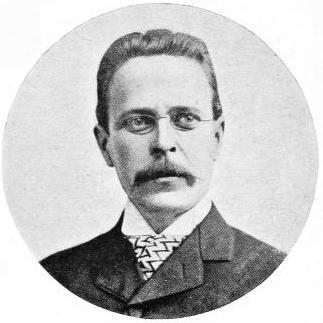
Fotografía de Claudio Williman.

El 12 de marzo de 1907 se decide reorganizar los ministerios, dividiendo el entonces ministerio de Fomento en dos entidades separadas: por un lado se crea el Ministerio de Industrias, Trabajo e Instrucción Pública, y por el otro el Ministerio de Obras Públicas. Asimismo, se rebautizó al Ministerio de Gobierno, que pasó a denominarse Ministerio del Interior.

#### Abolición de la pena de muerte
El 23 de septiembre de 1907, a través de la Ley N.º 3238, se abolió la pena de muerte. La misma establecía en su artículo 1.º:
Queda abolida la pena de muerte que establece el Código Penal. Queda igualmente abolida la pena de muerte que establece el Código Militar.
La última ejecución se había llevado a cabo en la localidad de Las Coronillas, en el departamento de Maldonado, el 29 de septiembre de 1902.

#### Creación de la Alta Corte Justicia

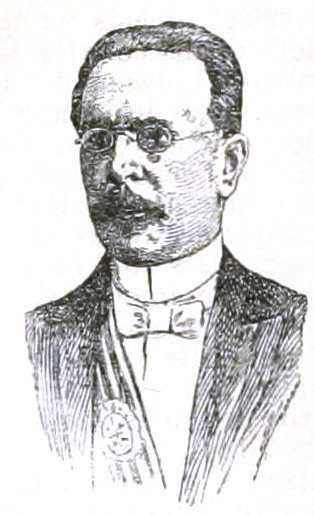
Dibujo del presidente Williman con la banda presidencial.

El 28 de octubre de 1907, a partir de la Ley n.º 3.246, se instaló al fin la Alta Corte de Justicia, actual Suprema Corte de Justicia; el máximo órgano del Poder Judicial de Uruguay que estaba previsto desde la Constitución de 1830 pero que no se había instalado hasta ese momento. Se previa que la Alta Corte de Justicia tendría su residencia en Montevideo y se compondría de cinco ministros, elegidos en la forma que prescribe el artículo 95 de la Constitución.

#### Primera ley de divorcio
El día 26 de octubre de 1907 se aprobó la Ley número 3.245, la primera Ley del Divorcio en Uruguay (divorcio absoluto), redactada por Carlos Oneto y Viana. Esta Ley estableció como causas de disolución del matrimonio: la muerte y el divorcio, consagró cinco causales de divorcio, y admitió el divorcio por mutuo consentimiento de los cónyuges. En años posteriores y sucesores gobiernos la Ley se fue ampliando.Fue calificada por la Iglesia católica como “decadencia y corrupción de las costumbres”.
Asimismo, se aprobaron otras leyes de materia civil como la legitimidad de los hijos naturales.

#### Reformas en el plano religioso

En 1908 se abolió el juramento de los diputados sobre los Evangelios.
En abril de 1909 se promulga la Ley n.º 3441 por la cual se suprimió la enseñanza religiosa en las escuelas públicas. Asimismo se creó la Asistencia Pública Nacional, absolutamente laica. Esta ley marcó el cierre de un largo pleito en torno a la enseñanza religiosa en las escuelas del Estado uruguayo, que comenzó, desde el punto de vista jurídico, con el proyecto de ley para la educación presentado al gobierno de Lorenzo Latorre por José Pedro Varela en 1876. Mientras el proyecto de Varela sostenía la más absoluta laicidad, el decreto-ley aprobado en 1877 incluyó la enseñanza religiosa, pero reducida al mínimo, sin que fuera obligatoria para niños cuyos padres profesaran otras creencias.
Sin embargo, en 1910 el presidente Claudio Williman vetó una ley promulgada que suprimía honores militares a los símbolos religiosos.

#### Censo de 1908
En 1908 se realizó el primer censo de población de Uruguay del siglo XX, que mostró una población total de 1.042.686 habitantes. No se hacía un censo desde 1860 y no se repetiría hasta 1963.

#### Leyes electorales
Con las leyes de 1908 y 1910 se buscó mejorar el sistema electoral mediante la implantación de la representación proporcional en Montevideo y Canelones.

#### Creación de las intendencias municipales

El 18 de diciembre de 1908 se promulgó la Ley de Creación de las Intendencias, dando inicio a las intendencias municipales y reemplazando a la figura del "Jefe político y de policía". Estas en un primer momento eran elegidas por el Poder Ejecutivo, al igual que las jefaturas.

#### Infraestructura

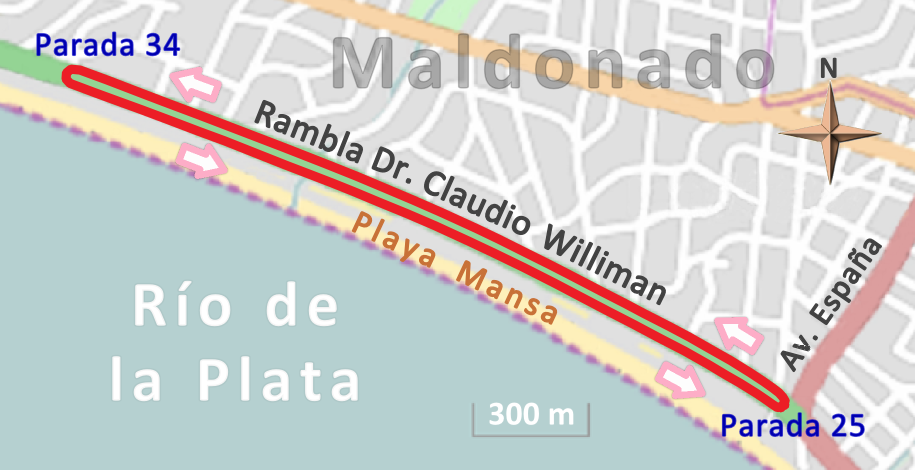

En 1906 comenzaron a recorrer Montevideo los tranvías eléctricos. Asimismo, durante el período de gobierno se avanzó en la instalación de telegrafía sin hilos y telefonía estatal, así como obras viales y ferroviarias de importancia, como la línea a Melo. También, un decreto de 1907 bautizó al balneario Punta del Este con su nombre actual. Por esa razón, en honor al presidente Williman, se denominó una rambla con su nombre.
En 1908 el Poder Ejecutivo solicitó y obtuvo la sanción de una ley que autorizaba la creación del Instituto Nacional del Sordo.En la capital comprendió la ampliación y terminación del Bulevar Artigas al Sur, terminación de la Avenida Brasil, terminación de la Rambla Pocitos, construcción del Mercado Agropecuario, construcción del edificio de la Escuela Militar y Naval, construcción del cuartel del Regimiento Blandengues, edificios policiales, y grupos de edificios escolares. También se construyeron 392 escuelas, casi todas rurales.
Se aprobó el monopolio del Estado en la explotación comercial y en la administración del puerto de Montevideo.

#### Huelga de 1908

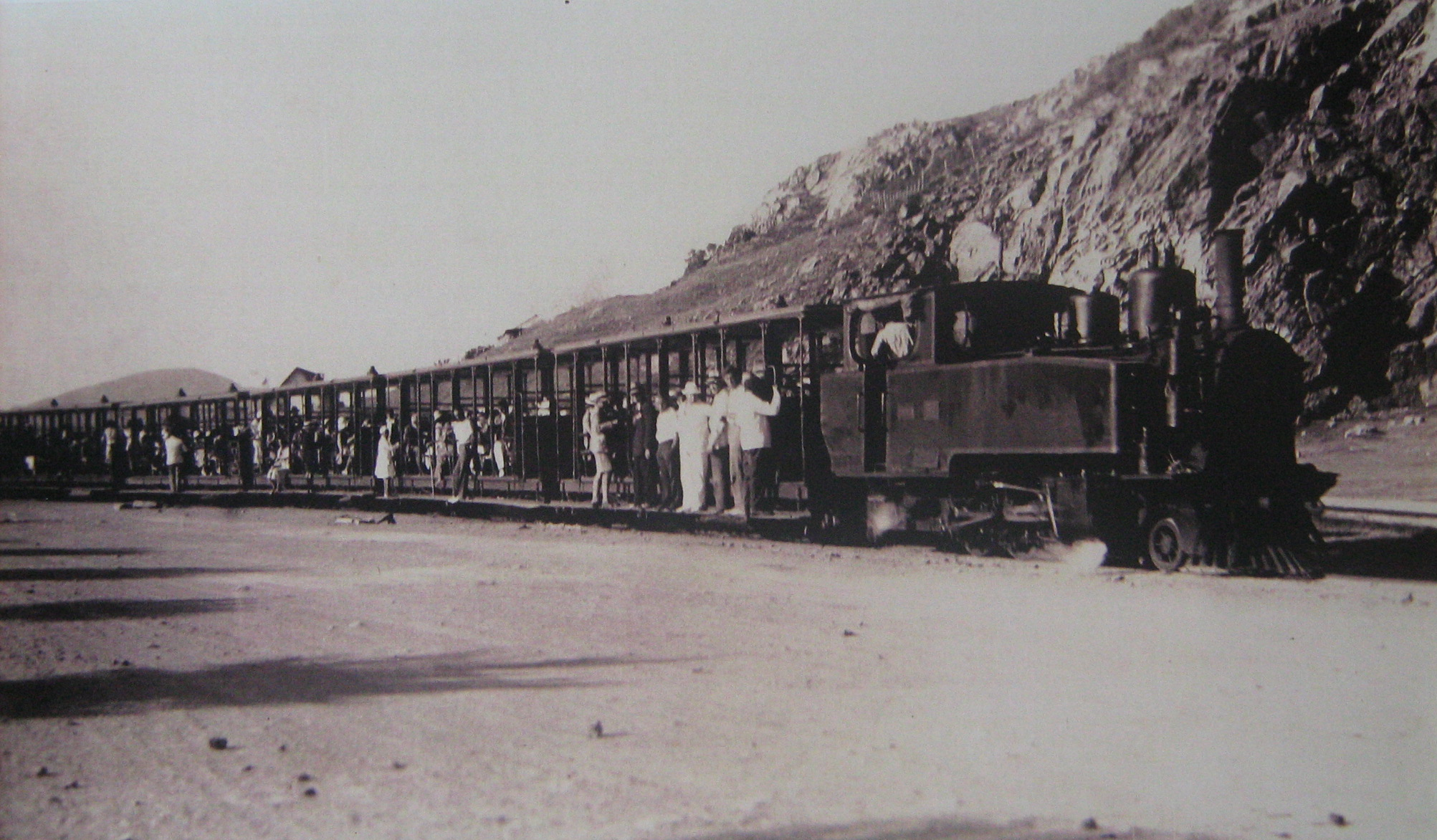
Ferrocarril de Piriápolis, c. 1910.

El 28 de enero de 1908 se declararon en huelga los obreros del ferrocarril Midland, exigiendo el despido de un maquinista inglés, pariente del administrador. En los primeros días de febrero los operarios del "Central Uruguay Railway Company of Montevideo", en apoyo de sus compañeros, resolvieron rechazar las cargas para el Midland. El 19 de febrero la empresa Central resolvió admitir una máquina del Midland en la estación Río Negro; sus obreros se retiraron del trabajo, pero reunidos en asamblea en Peñarol votaron reanudarlo. Entonces, la empresa del Central resolvió esa noche despedir a todos los obreros que se declararon en huelga en la estación Río Negro, mientras la del Midland rechazaba un acuerdo con base en la postergación del despido que antes habían exigido sus operarios. Al día siguiente, el 20 de febrero, el Central Uruguay Railway denunció el convenio que regía las relaciones con sus obreros. De inmediato el gobierno de Williman actuó, se distribuyeron guardias en las estaciones (militares y policías) lo que sorprendió a los obreros porque ellos no estaban en conflicto. Entonces sí el 22 de febrero, estalló la huelga, en procura de la readmisión de los despidos, el respeto del convenio y el reconocimiento del sindicato. El 20 de marzo el presidente Williman asestó el golpe de gracia a la huelga, pues decretó la prohibición de reuniones de la Unión Ferrocarrilera y la clausura de sus locales en Peñarol y en las calles Colombia y Uruguayana, un tendal de despedidos quedó por el camino

#### Salud Pública

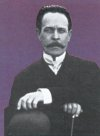

Se realizó propaganda contra las enfermedades profesionales y se distribuyeron por todo el país carteles con medidas profilácticas contra el carbunco y otras enfermedades. También se establecieron Inspecciones Departamentales de Higiene para reemplazar los Consejos que habían estado en funcionamiento desde 1895.En 1910, la asistencia pública fue reorganizada por una ley que estableció en Montevideo una dirección general y un consejo de Asistencia Pública, y en los departamentos “médicos delegados encargados de las funciones locales”. Según la ley, toda persona indigente o privada de recursos tenía “derecho a la asistencia pública gratuita a cargo del Estado”. Tras la aprobación de esta ley se construyeron 5 nuevos pabellones en la Casa de Aislamiento, se amplió el pabellón Germán Segura; y se instaló un laboratorio en la Clínica Psiquiátrica del Manicomio y una oficina externa en el Asilo de Expósitos y Huérfanos. Además, varios establecimientos “han recibido ayudas y subsidios, entre ellos el Hospital Galán y Rocha, en Paysandú, y el de Colonia está casi terminado; se inauguró el de Rosario, y se habilitaron salas de primeros auxilios en Colonia, Rivera y Treinta y Tres.

#### Educación
En 1907 elevó a consideración del Parlamento un nuevo proyecto de ley orgánica de la Universidad. La misma, ampliamente discutida, fue aprobada en 1908, estableciendo un sistema relativamente descentralizado de Facultades, coordinadas por un Consejo Central, y desprendiendo de la misma las Facultades de Agronomía y Veterinaria, creadas a impulso del rector Eduardo Acevedo, que se convirtieron en Escuelas autónomas. A su iniciativa desde la presidencia, se debió también la sanción de la “Deuda Edificios Universitarios” (1907), que arbitró recursos para la construcción y ampliación de los edificios destinados a la Facultad de Derecho, Facultad de Medicina y Sección Enseñanza Secundaria y Preparatorios.

### Política exterior

#### Disputas con Argentina

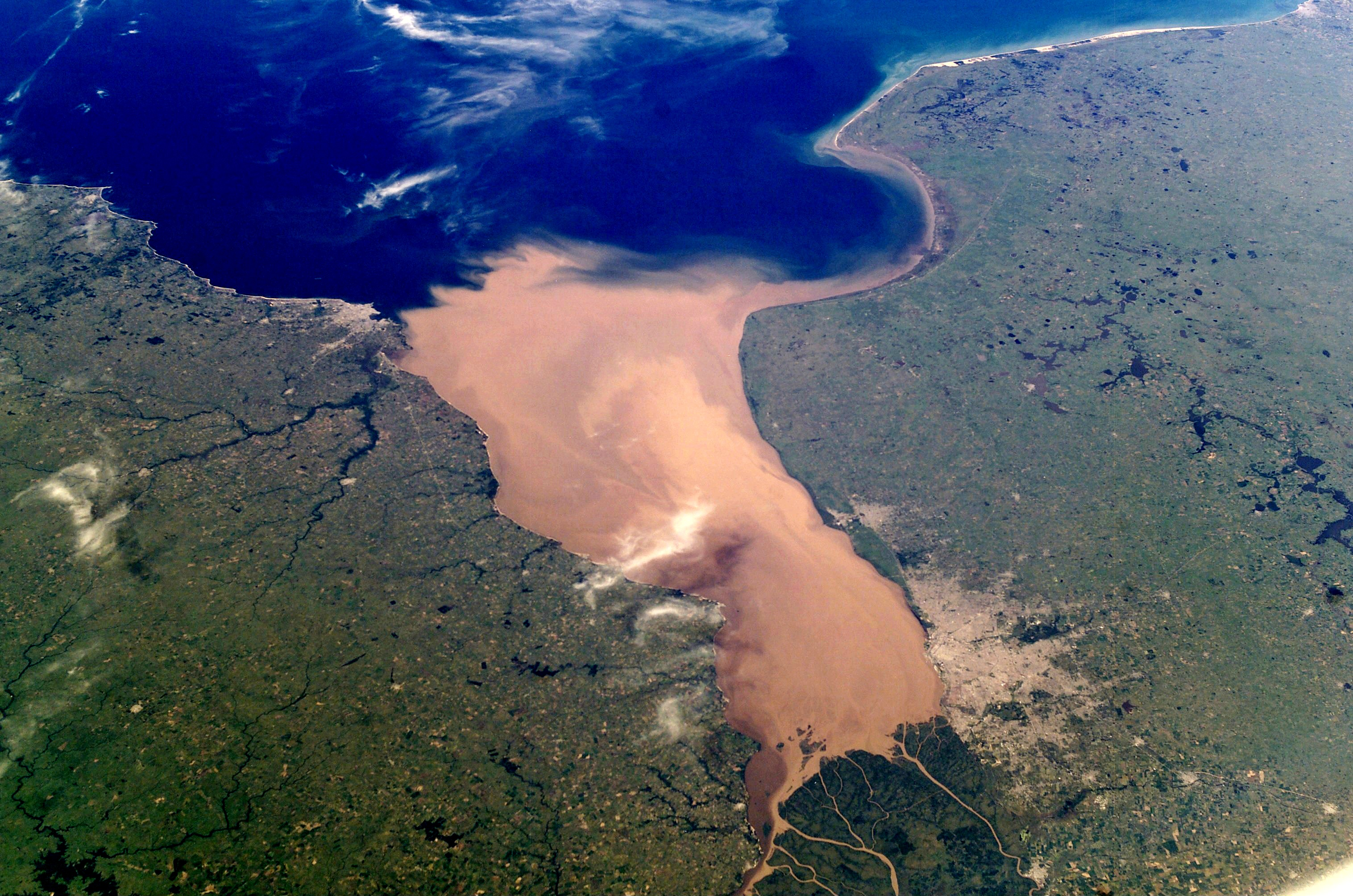
Fotografía satelital del Río de la Plata.

En lo referente a la delimitación de fronteras, tanto en el río Uruguay como en el Río de la Plata, ambos aún sin límites definidos, acontecieron tensiones diplomáticas entre Uruguay y Argentina. La presidencia de la República Argentina era ocupada por José Figueroa Alcorta y era su canciller Estanislao Zeballos, quien sustentaba la tesis de que la jurisdicción argentina sobre el Río de la Plata llegaba hasta la línea de las más bajas mareas, lo que significa extender la soberanía hasta las playas uruguayas, es decir, que le correspondería también la "costa seca" (doctrina Zeballos).
Ambos países tuvieron un serio incidente jurisdiccional en abril de 1908, cuando barcos de la República Argentina realizaron maniobras navales cerca de Montevideo. El pactado protocolo Ramírez-Sáenz Peña de enero de 1910 superó el enfrentamiento, aunque sin encontrar una solución definitiva. Se mantuvo el statu quo, donde "El Plata" pertenecía a los dos estados ribereños pero la fijación de los límites quedaba para una negociación posterior, que culminaría décadas después con el Tratado de 1973.

#### Negociaciones con Brasil

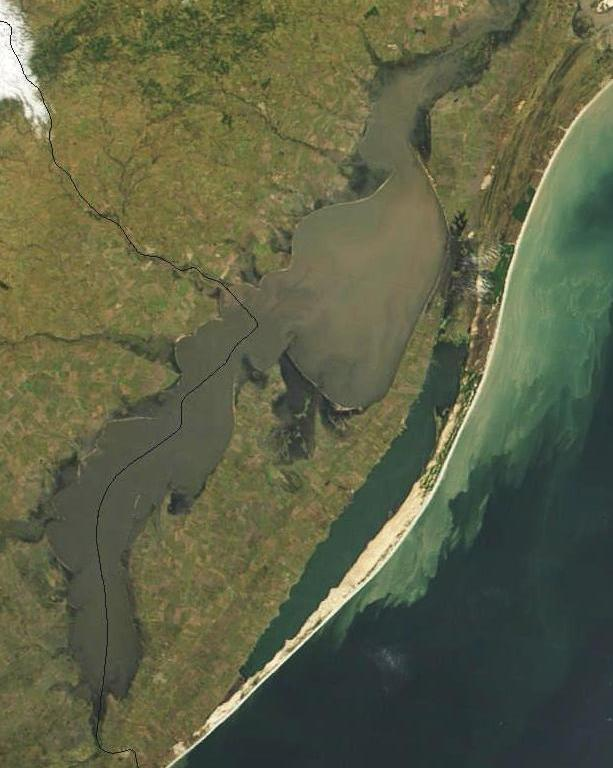
Fotografía satelital de la Laguna Merín.

En 1851, como parte de la negociación que finalizaría la Guerra Grande en Uruguay, el diplomático Andrés Lamas suscribió en Río de Janeiro el Tratado de Límites por los que el Estado oriental del Uruguay renunciaba a los derechos territoriales heredados de España por el Tratado de San Ildefonso de 1777, y fijaba los nuevos límites entre Uruguay y Brasil: el margen derecho del río Yaguarón y el occidental de la laguna Merín; por lo tanto, el imperio del Brasil se había reservado la navegación exclusiva tanto del río como de la laguna.
A mediados de 1908, el presidente del Brasil, Afonso Pena, inició negociaciones diplomáticas con el Uruguay para el establecimiento del condominio de las aguas fronterizas. Esto consistió en una respuesta a la abusiva doctrina Zeballos de Argentina. El canciller brasileño José María da Silva Paranhos, el barón de Rio Branco, fue el gestor del Tratado de Rectificación de Límites de 1909, por el cual se reconoció el condominio del río Yaguarón y de la laguna Merín (doble derecho de navegación). El tratado fue ratificado al año siguiente, dando lugar a numerosos festejos en Montevideo y la erección de un monumento al barón de Rio Branco.

#### Conferencia de la Paz de La Haya en 1907
En el escenario mundial, Uruguay fue invitado a la segunda conferencia de la Paz de La Haya en 1907, y Williman designó al expresidente José Batlle y Ordóñez, que en ese momento se encontraba en Europa de viaje, como presidente de la delegación uruguaya. Allí Uruguay abogó por la seguridad colectiva y por la formación de una alianza para el arbitraje obligatorio, "cuya intención era abolir los males de la guerra". Batlle expresó la propuesta en una frase que ha quedado identificada en su pensamiento: "Ya que tantas alianzas se han hecho para imponer la arbitrariedad, se podría muy bien hacer una para imponer la justicia".

## Actividad posterior a la presidencia

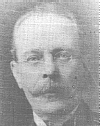

En junio de 1910, la Convención Nacional del Partido Colorado proclamó la nueva candidatura de José Batlle y Ordóñez a la presidencia, tras su aceptación desde París, donde residía. Finalmente, el 1 de marzo de 1911 terminó el período presidencial de Claudio Williman, y ese mismo día la candidatura de Batlle logró la unanimidad de los 96 votos de la Asamblea General, con la sola excepción del voto de Batlle que se expresó a favor de Ricardo Areco. De esta manera, Claudio Williman fue sucedido por su predecesor.
Tras dejar el cargo, Williman viajó a Europa, y a su regreso volvió a presidir el rectorado de la Universidad de la República, rechazando su candidatura al Senado por Río Negro.En 1913 fue nombrado como Catedrático ad-honorem de la Facultad de Matemática.
En 1912 fue electo para un nuevo período como rector de la Universidad de la República, cargo que desempeñó hasta 1916. Entre otras cosas, le correspondió en esta etapa arbitrar lo necesario para la adecuada articulación entre la Universidad y los liceos departamentales, creados por ley del 5 de enero de 1912.
Posteriormente, entre 1916 y 1928 ocupó la presidencia del Banco de la República Oriental del Uruguay. Después de ocupar este cargo durante ocho años, se retiró de la vida pública. Falleció seis años más tarde, el 9 de febrero de 1934 en Montevideo, a los 72 años de edad.